# Sigismondo Gonzaga
Sigismondo Gonzaga, francisé en Sigismond de Gonzague-Mantoue (né en 1469 à Mantoue, dans l'actuelle région Lombardie, alors dans le marquisat de Mantoue et mort le 3 octobre 1525 dans la même ville) est un cardinal italien du XVIe siècle.

## Biographie
Sigismondo Gonzaga est un fils du marquis Frédéric Ier de Mantoue, est l'oncle cardinal Ercole Gonzaga (1527) et le grand-oncle des cardinaux Francesco Gonzaga (1561) et Giovanni Vincenzo Gonzaga (1578). D'autres cardinaux de la famille sont Francesco Gonzaga (1461), Pirro Gonzaga (1527), Scipione Gonzaga (1587), Ferdinando Gonzaga (1607) et Vincenzo Gonzaga (1615).
Gonzaga est notamment commandant des troupes de son frère le duc Francesco et entame plus tard une carrière ecclésiastique. Il devient protonotaire apostolique.
Le pape Jules II le crée cardinal lors du consistoire du 1er décembre 1505. Le cardinal Gonzaga est administrateur apostolique de Mantoue de 1511 à 1521 et y résigne au profit de son neveu Ercole. Gonzaga gagne beaucoup de sympathie du côté des cardinaux schismatiques, mais il reste fidèle au pape Jules II. Il est légat apostolique à Bologne en 1511 et 1512 et légat à Marche d'Ancône et à Mantoue. De 1507 à 1513, puis de 1519 à 1525 il est le treizième puis quinzième abbé (commendataire) de l'ordre de Grandmont.
Le cardinal Gonzaga participe au conclave de 1513 lors duquel Léon X est élu pape, au conclave de 1521-1522 (élection de Adrien VI) et au conclave de 1523 (élection de Clément VII). Il finit comme administrateur d'Aversa au début de 1524.